# Conroe
Conroe – miasto w Stanach Zjednoczonych, w stanie Teksas, siedziba administracyjna hrabstwa Montgomery. Główne miasto obszaru metropolitalnego Houston–The Woodlands–Sugar Land. Liczy 108,2 tys. mieszkańców, a w latach 2020–2023 jego populacja wzrosła o 20,3%. Jego profil demograficzny jest podobny do profilu hrabstwa Montgomery, z nieco wyższym odsetkiem osób urodzonych poza granicami USA, który wynosi 16,7%.